# Blasen-Segge
Die Blasen-Segge (Carex vesicaria), auch Schmalblättrige Blasen-Segge genannt, ist eine Pflanzenart aus der Gattung Seggen (Carex) innerhalb der Familie der Sauergrasgewächse (Cyperaceae). Sie ist auf der Nordhalbkugel weitverbreitet.

## Beschreibung

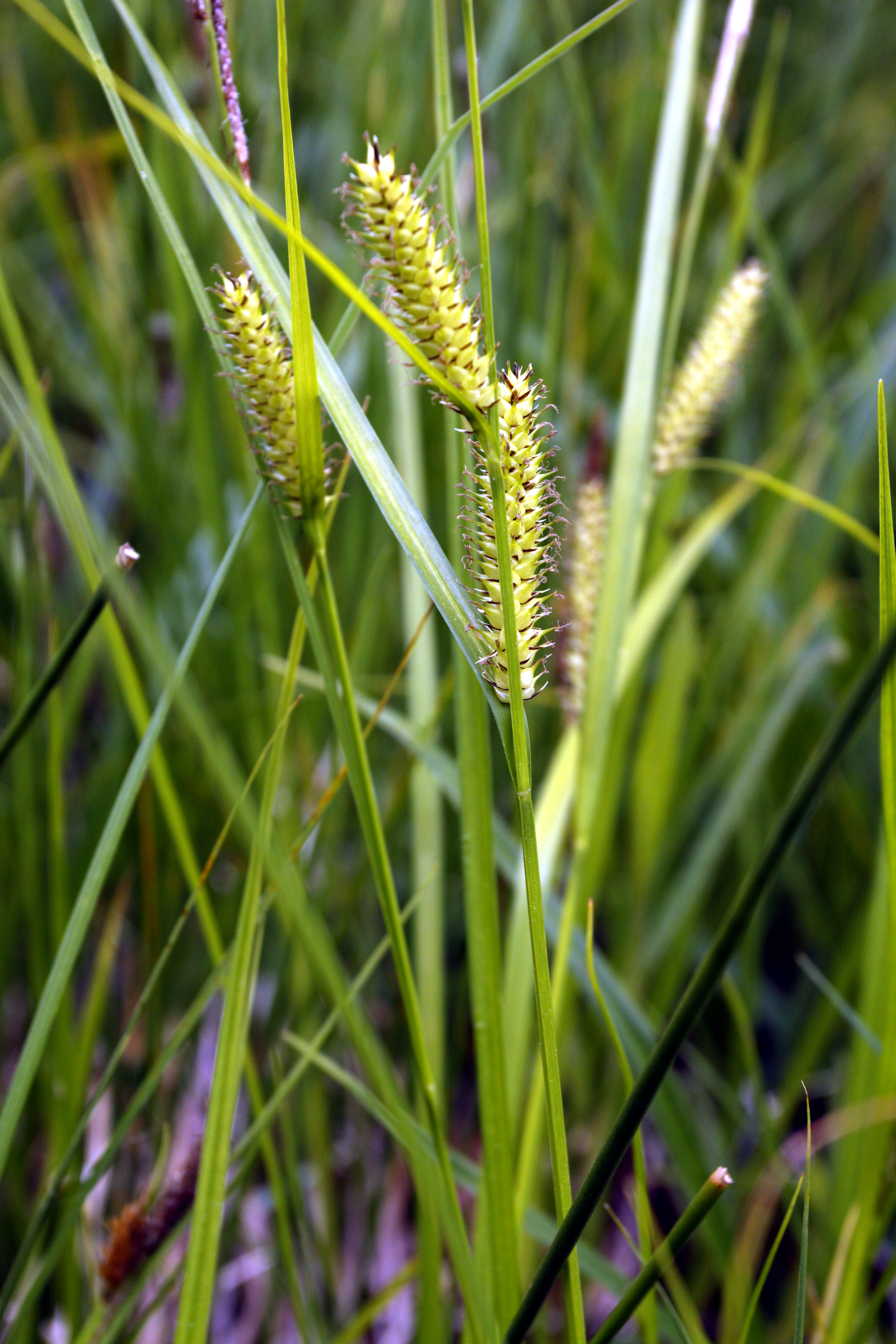
Blütenstände

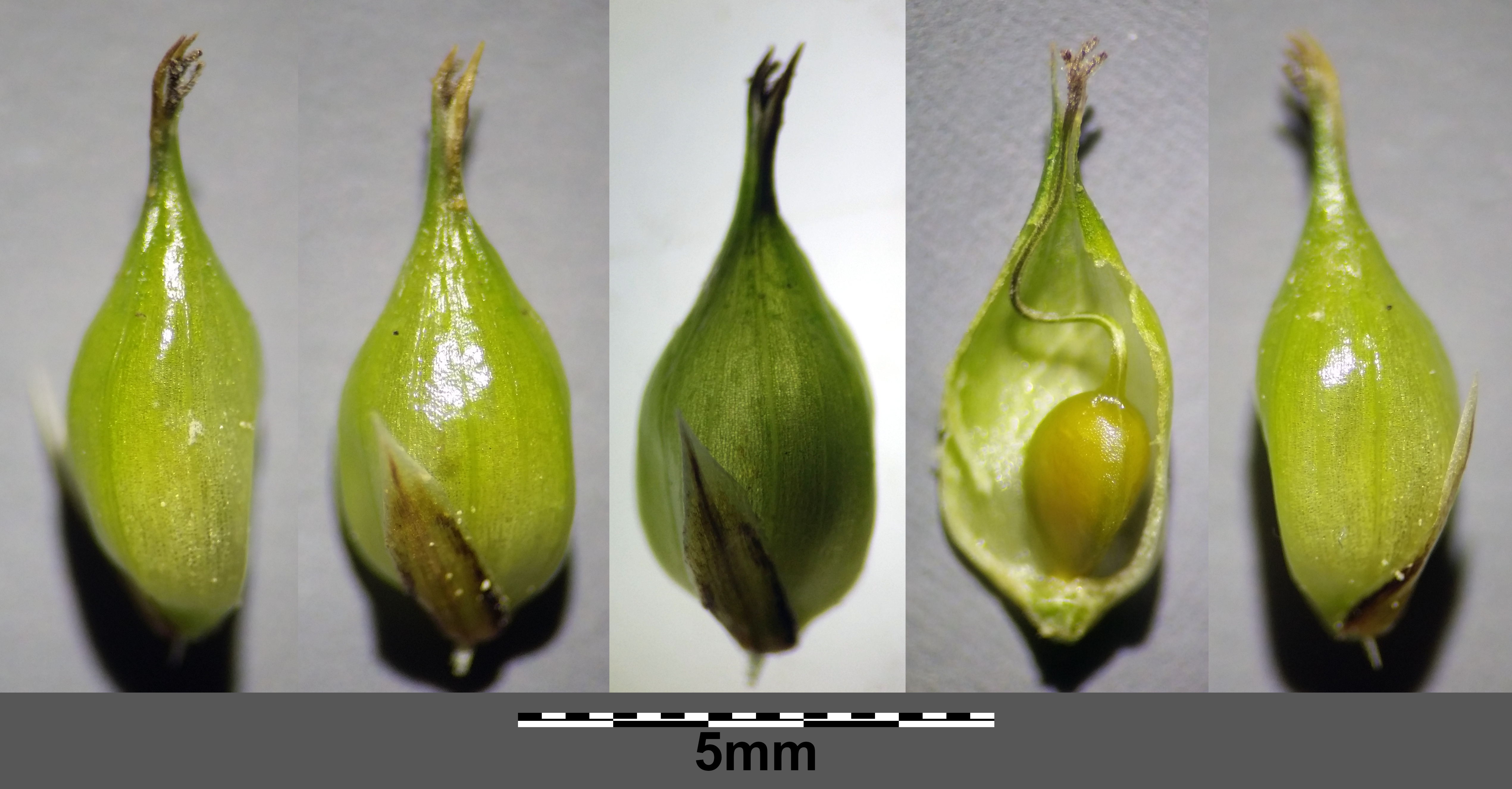
Schläuche

### Vegetative Merkmale
Die Blasen-Segge ist eine teilimmergrüne, ausdauernde, krautige Pflanze, die Wuchshöhen von 30 bis 100 Zentimetern erreicht. Sie ist überall kahl und bildet lange unterirdische, 2 bis 3 Millimeter dicke Ausläufer aus. Ihr Stängel ist aufrecht, scharf dreikantig, oben an den Kanten zudem meist rau. Die basalen Blattscheiden sind braun gefärbt, teilweise purpurn überlaufen und erscheinen beim Aufreißen deutlich netzfaserig. Die Blatthäutchen sind spitzwinklig, zart, häutig und durchscheinend; zuweilen sind diese mit einem feinen roten oder bräunlichen Nervennetz versehen. Die doppelt gefalteten, grasgrünen Laubblätter sind etwa 4 bis 8 Millimeter breit und scharf gekielt gefärbt. Die Blattunterseite ist häufig etwas dunkler und mit einem leichten blaugrünen Schimmer versehen. Die Blattoberseite ist dagegen eher frischgrün schimmernd.

### Generative Merkmale
Die Blütezeit liegt im Mai und Juni. Die Blasen-Segge ist eine Verschiedenährige Segge. Der Blütenstand ist bis über 20 Zentimeter lang und enthält zwei bis vier männliche Ährchen, die an der Spitze stehen, und ein bis drei weibliche Ährchen, die von den männlichen überragt werden. Die männlichen Ährchen sind ziemlich kurz gestielt, linealisch, 30 bis 60 Millimeter lang und 1 bis 3 Millimeter breit. Die Spelzen der männlichen Ährchen sind breit eiförmig bis elliptisch, 5 bis 8 Millimeter lang und etwa 1 Millimeter breit, hellbraun bis rotbraun mit hellerem Mittelstreifen und weißhäutigen Rändern. Die weiblichen Ährchen sind 20 bis 50 (bis 70) Millimeter lang und 10 bis 15 Millimeter breit. Sie befinden sich nur in der oberen Stängelhälfte. Das unterste weibliche Ährchen ist 1 bis 2 (bis 5) Zentimeter lang gestielt. Ihre Tragblätter sind häufig kurz scheidig. Die Spelzen der weiblichen Ährchen sind schmal lanzettlich, zugespitzt oder mit kurzer Stachelspitze, 4 bis 5 Millimeter lang und etwa 1 Millimeter breit, viel kürzer als die Schläuche, rotbraun bis braungelb mit breitem hellerem Mittelstreifen und nach oben mit schmalen weißhäutigen Rändern. Die hell gelbgrün gefärbten Schläuche sind etwa 6 bis 8 (bis 9) Millimeter lang, stark aufgeblasen, kegelförmig und schief aufrecht erscheinend. Sie verschmälern sich allmählich in den Schnabel, der mit zwei spreizenden Schnabelzähnen versehen ist. Der Schlauch umschließt stets drei Narben. Die Frucht ist verkehrt eiförmig, dreikantig, 2 Millimeter lang, 1 Millimeter breit und hellbraun.
Die Chromosomenzahl beträgt 2n = 74, 80, 82 oder 86.

## Ökologie
Die Blasen-Segge ist ein helomorpher, skleromorpher Hydrophyt und Hemikryptophyt. Sie vermehrt sich vegetativ mit Hilfe ihres Rhizoms oder ihrer unterirdischen Ausläufer.
Die Bestäubung erfolgt durch den Wind (Anemophilie). Ihre schwimmfähigen Früchte werden durch das Wasser (Hydrochorie) ausgebreitet.

## Vorkommen
Die Blasen-Segge ist auf der Nordhalbkugel von Europa bis Zentralasien und Sibirien und in Nordamerika von Kanada bis in die westlichen Vereinigten Staaten weitverbreitet. Sie kommt auch in Japan vor. in Europa kommt sie fast in allen Ländern vor und fehlt nur in Griechenland, Nordmazedonien, Island und Spitzbergen.
Sie kommt in ganz Deutschland bis auf die alpinen Bereiche und das Mitteldeutsche Trockengebiet häufig vor. Sie ist pflanzensoziologisch eine Charakterart des Caricetum vesicariae aus dem Verband Magnocaricion. In den Allgäuer Alpen steigt sie nur bis in Höhenlagen von 900 Metern auf. In Graubünden erreicht sie im Puschlav 1930 Meter, im Kanton Wallis im Val de Bagnes 2100 Meter.
Sie besiedelt Verlandungsbereiche von Stehgewässern und langsam fließenden Flüssen oder Bächen. Sie gedeiht auf zeitweise überschwemmten, stau- bis sickernassen, mäßig basen- und nährstoffreichen mesotrophen Torfschlammböden. Sie ist nährstoffbedürftiger und wärmeliebender als die an ähnlichen Standorten vorkommende Schnabel-Segge (Carex rostrata) und steht oft etwas trockener als diese.
Die ökologischen Zeigerwerte nach Landolt et al. 2010 sind in der Schweiz: Feuchtezahl F = 5w+ (überschwemmt aber stark wechselnd), Lichtzahl L = 3 (halbschattig), Reaktionszahl R = 3 (schwach sauer bis neutral), Temperaturzahl T = 3+ (unter-montan und ober-kollin), Nährstoffzahl N = 3 (mäßig nährstoffarm bis mäßig nährstoffreich), Kontinentalitätszahl K = 3 (subozeanisch bis subkontinental).
Sie ist nährstoffanspruchsvoll und zeigt nach Ellenberg mäßig starken Stickstoffgehalt des Bodens an.

## Taxonomie
Die Erstveröffentlichung von Carex vesicaria erfolgte 1753 durch Carl von Linné in Species Plantarum, Tomus II, S. 979. Synonyme für Carex vesicaria L. sind: Carex pendula Moench nom. illeg., Carex bongardiana C.A.Mey., Carex furcata Lapeyr., Carex monile Tuck., Carex raeana Boott, Carex schrenkiana C.A.Mey. ex Trevir., Carex suilla J.Fellm., Carex udensis Meinsh., Carex vaseyi Dewey, Carex drymophila var. udensis (Meinsh.) Kük., Carex exsiccata var. globosa (Olney) L.H.Bailey, Carex exsiccata var. pungens L.H.Bailey, Carex miliaris var. raeana (Boott) Kük., Carex pulla var. sibirica Christ, Carex salina var. ambusta L.H.Bailey, Carex vesicaria subsp. subfusca Ehrh. nom. inval., Carex vesicaria var. alpigena Fr., Carex vesicaria var. brachystachys Uechtr. ex Asch. & Graebn., Carex vesicaria var. calcifoenum Laest., Carex vesicaria var. colorata (L.H.Bailey) Kük., Carex vesicaria var. dichroa Andersson, Carex vesicaria var. fatua Peterm., Carex vesicaria var. globosa Olney, Carex vesicaria var. lanceolata Olney, Carex vesicaria var. latifolia Blytt, Carex vesicaria var. monstrosa (L.H.Bailey) Farw., Carex vesicaria var. monile (Tuck.) Boeckeler, Carex vesicaria var. obtusisquamis L.H.Bailey, Carex vesicaria var. pacifica (L.H.Bailey) Kük., Carex vesicaria var. raeana (Boott) Fernald, Carex vesicaria var. robusta Sond., Carex vesicaria var. subalpina Laest., Carex vesicaria var. virens (F.Nyl.) Nyl. & Saelán, Carex vesicaria subsp. virens F.Nyl., Carex vesicaria subsp. flavescens Ehrh., Carex vesicaria subsp. alpigena (Fr.) Printz.

## Illustrationen

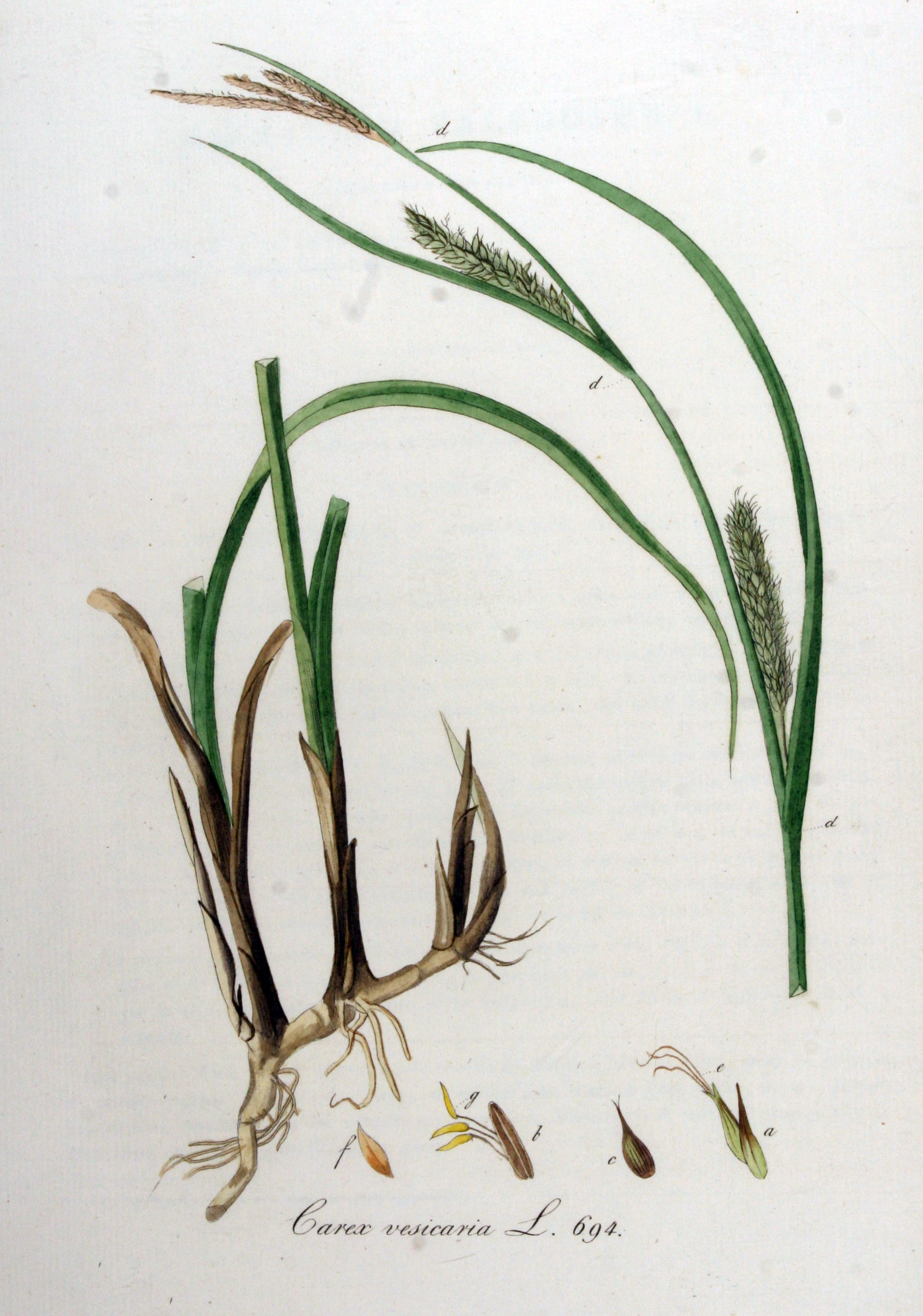
Illustration aus Flora Batava, Volume 9, 1846
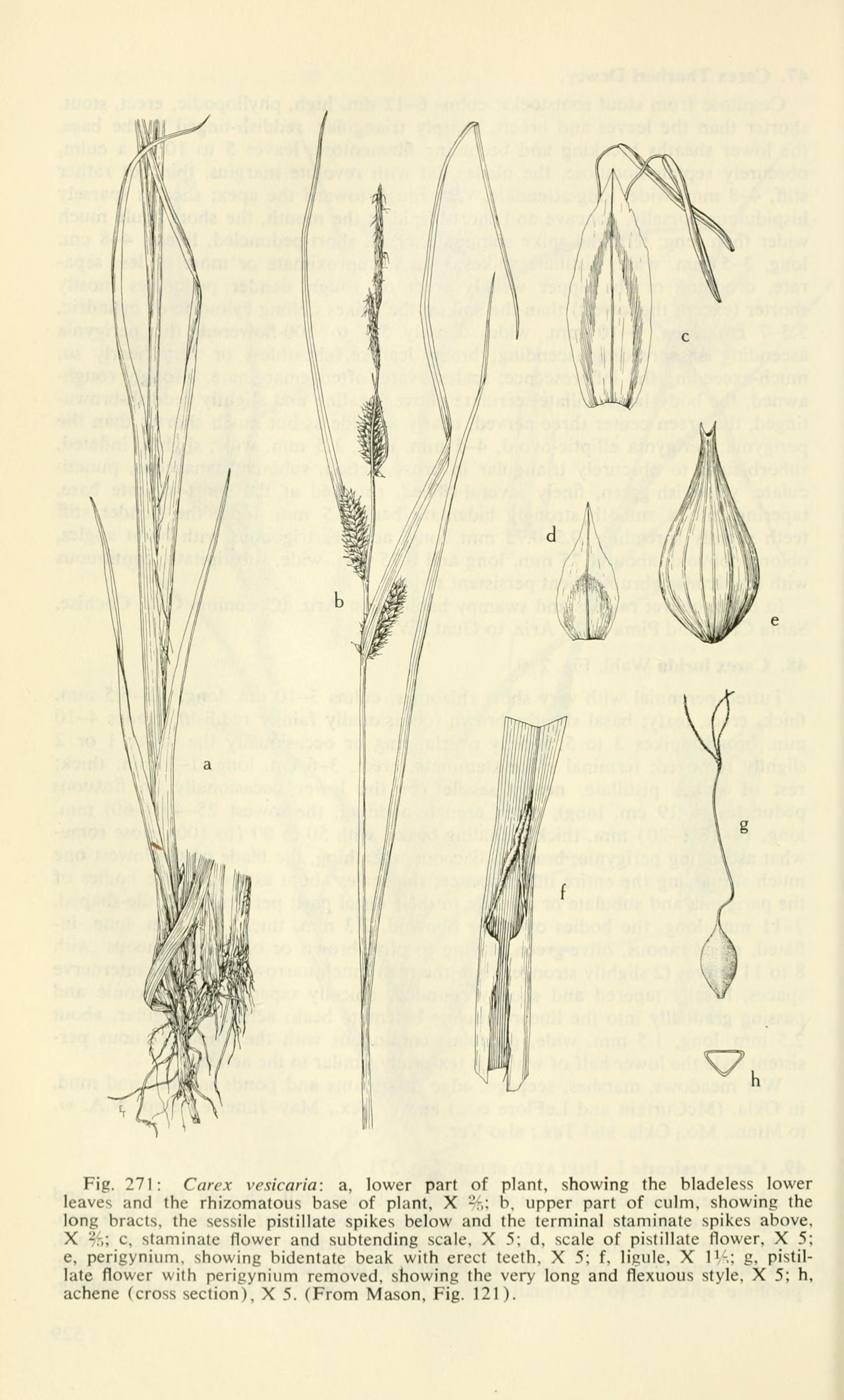
Illustration aus Aquatic and wetland plants of southwestern United States, 1972